# Globale Verdunkelung
Als globale Verdunkelung (englisch global dimming) bezeichnet man eine Trübung der Atmosphäre, in deren Folge die Intensität des Tageslichtes, das die Erdoberfläche erreicht, absinkt. Ursache ist die Luftverschmutzung durch Schwebstoffe, besonders Sulfataerosole und Ruß, Kondensstreifen von Flugzeugen sowie Staub aus Vulkanausbrüchen oder Kohlebränden. Von etwa 1950 bis etwa 1990 wurde eine solche Verdunkelung der Erdoberfläche gemessen. Seit etwa 1990 klart die Erdatmosphäre wieder auf; diesen umgekehrten Prozess bezeichnet man als Global Brightening.

## Messung und Entwicklung
Seit den 1950er Jahren wurden von der Arktis bis zur Antarktis hunderte von Messstationen installiert, die die Sonneneinstrahlung messen. Mitte der 1980er Jahre beschäftigte sich Atsumu Ōmura (Eidgenössische Technische Hochschule Zürich) mit der Auswertung der Daten. Seine Ausführungen zum „Global Dimming“ wurden in der Fachwelt nur zögerlich aufgenommen. Der globale Verdunkelungseffekt wurde auch von Gerald Stanhill, einem englischen Forscher, in Israel dokumentiert. Er verglich Einstrahlungsmessungen von 1950 bis in die 1980er Jahre. Dabei wurde anhand der Messung der potentiellen Verdunstung mittels Evaporimeter (Class A Pan) entdeckt, dass die jährliche Verdunstungsmenge des Wassers weltweit abgenommen hat.
Eine weitere Reihe von Messungen im Indischen Ozean zeigte 1999, dass die Luftverschmutzung bei der globalen Verdunkelung eine große Rolle zu spielen scheint. Dort maßen Wissenschaftler in Gebieten mit hoher Luftverschmutzung eine um 10 Prozent geringere Sonneneinstrahlung als in Gebieten mit sauberer Luft.
Von 1961 bis 1990 hat sich die Sonnenstrahlung an der Erdoberfläche um geschätzte vier Prozent verringert. Dieser Wert unterliegt deutlichen regionalen Unterschieden. So war die höchste Verdunklung über dem Gebiet der USA mit zehn Prozent zu messen. Seit Ende der 1980er hat die in Europa und den USA gemessene Sonnenstrahlung tendenziell wieder zugenommen, während sie in China weiter abgenommen hat.

## Gründe und Auswirkungen

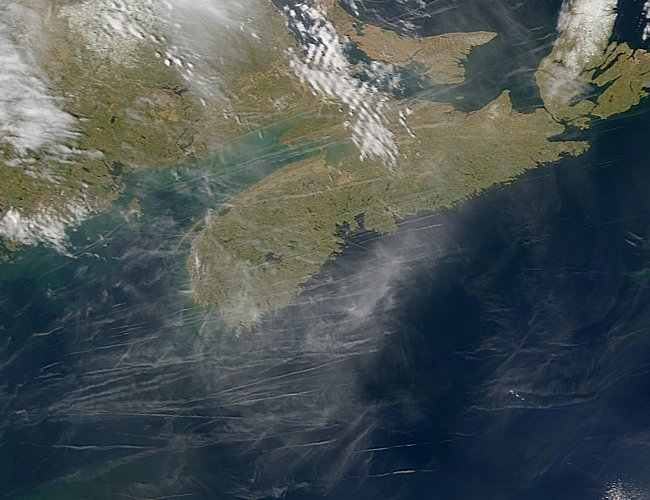
Ein Satellitenfoto von Neuschottland zeigt zahlreiche Kondensstreifen von Düsenflugzeugen, die zwischen der Ostküste der USA und Europa reisen.

Derzeit nimmt man an, dass dieser Effekt vor allem auf die erhöhte Konzentration von Aerosolen in der Erdatmosphäre zurückzuführen ist. Diese entstehen bei der Verbrennung organischer Materie (Holz, Kohle, Öl, Gas). Dementsprechend wären die wichtigsten Brennpunkte die großen Industrienationen in Asien, Nordamerika und Europa. Aber auch brennende Ölquellen in Kuwait oder Brandrodung des Regenwaldes in Brasilien sind als mögliche Ursachen zu nennen.
Einige Klimaforscher hatten die Hypothese aufgestellt, dass die von Flugzeugen verursachten Kondensstreifen einen Beitrag zur globalen Verdunkelung leisten; der stetige Luftverkehr ließ eine Überprüfung der Hypothese jedoch nie zu. Nach den Terroranschlägen vom 11. September 2001 galt für drei Tage ein Flugverbot für die gesamten USA. In dieser Zeit wurde beobachtet, dass die Differenz zwischen der höchsten Tagestemperatur und niedrigsten Nachttemperatur über den USA um 1,1 °C höher war als das Mittel der Jahre 1971–2000, während sie in den drei Tagen vor dem Flugverbot knapp darunter lag, nach dem Flugverbot sogar fast 1 °C darunter. Ein so hoher Unterschied im Tagesgang der Lufttemperatur war dort für die Tage 11.–14. September in den vergangenen dreißig Jahren nicht gemessen worden. Laut dem deutschen Zentrum für Luft- und Raumfahrt DLR tragen im Mittel die Kondensstreifen des Luftverkehrs mit 0,1 % zur globalen Wolkenbedeckung bei.
Die ausgestoßenen Aerosole reflektieren zum einen das Sonnenlicht, zum anderen kondensiert an ihnen – genauso wie an natürlichen Teilchen (z. B. Staub oder Eis) – das Wasser, und es bilden sich Wolken. Durch die hohe Anzahl vom Menschen erzeugter Aerosole bilden sich mehr Tröpfchen, die aber gleichzeitig kleiner sind. So bestehen diese Wolken länger und reflektieren durch die höhere Albedo das Sonnenlicht noch stärker ins All. Weniger Sonnenlicht bedeutet zum einen Abkühlung der Atmosphäre, zum anderen aber auch weniger Verdunstung am Boden und somit weniger Niederschlag. Der Boden ist feuchter, es gibt mehr Wolken, aber dennoch regnet es weniger. Diese Effekte können in Windrichtung zu Dürren führen. So gibt es eine Korrelation zwischen der Menge der aus Emissionen stammenden Aerosole und Dürren in der Sahelzone.

## Zusammenhang mit der globalen Erwärmung
Eine globale Verdunkelung wirkt entgegengesetzt zur globalen Erwärmung. Während die globale Verdunkelung durch Reflexion der Sonnenstrahlen das Klima abkühlt, erhitzen Treibhausgase wie Wasserdampf, CO2, Methan und FCKW die Atmosphäre. Mit der zunehmenden Filterung von Abgasen in der Welt nimmt die globale Verdunkelung seit der Mitte der 1980er Jahre wieder ab. Die globale Erwärmung steigt aber durch den erhöhten Energieverbrauch der Menschen weiter an – die globale Durchschnittstemperatur ist zwischen 1906 und 2005 um 0,76 °C gestiegen.
Die globale Verdunkelung hat durch ihre abkühlende Wirkung das bisherige Ausmaß des Treibhauseffekts gedämpft, das Ausmaß ließ sich bislang nicht genau quantifizieren. Es ist nicht genau bekannt, in welchem Ausmaß die globale Erwärmung durch die globale Verdunklung beeinflusst wird. Für den Zeitraum von 1940 bis 1975 hat nach aktuellem Kenntnisstand eine durch Aerosolemissionen verursachte Erhöhung der Albedo den Erwärmungseffekt durch Treibhausgasemissionen überlagert und eine Stagnation der Oberflächentemperaturen der Erde bewirkt.
Sollten erfolgreich Maßnahmen zur Bekämpfung der globalen Verdunkelung ergriffen werden – Verringerung des Partikelausstoßes durch Filter usw. – und deren abkühlender Effekt dadurch wegfallen, könnte dies bedeuten, dass das bisher vorhergesagte Ausmaß der globalen Erwärmung noch übertroffen wird.
Eine künstliche Verdunkelung in der Atmosphäre wird als mögliche Notmaßnahme zur Verringerung der globalen Erwärmung unter der Bezeichnung Solar Radiation Management im Rahmen eines Geoengineering diskutiert. Dazu wurde 2018 von der Harvard University mit der Planung zum Experiment SCoPEx begonnen, bei dem Calciumcarbonat-Partikel in 20 km Höhe (Stratosphäre) freigesetzt werden sollen.

## Verwandte Themen
- Ein vulkanischer Winter kann durch vulkanisch bedingte Globale Verdunkelung ausgelöst werden.
- Ein nuklearer Winter könnte die Folge eines weltweiten atomaren Krieges sein.
- Mit Lichtverschmutzung bezeichnet man die nächtliche Aufhellung des Himmels durch anthropogene Lichtquellen.
- Nach der Verschwörungstheorie der „Chemtrails“ wird die Atmosphäre gezielt von Flugzeugen aus mit Partikeln angereichert, die (je nach Variante unterschiedliche) Wirkungen auf Mensch und Natur haben sollen.
- Geoengineering